# Derechos humanos en el ciberespacio
Los derechos humanos en el ciberespacio son un campo del derecho aún reciente y poco explorado. El Consejo de Derechos Humanos de la ONU (CDHNU) ha reconocido que las libertades de expresión e información establecidas en el artículo 19(2) del Pacto Internacional de Derechos Civiles y Políticos (PIDCP) abarcan el derecho a recibir y compartir información, ideas y opiniones mediante Internet.

Un aspecto clave es el artículo 19(3) del PIDCP, el cual dispone que:
El ejercicio del derecho reconocido en el párrafo segundo de este artículo implica deberes y responsabilidades específicas. Por ello, puede estar limitado bajo ciertas condiciones, siempre que dichas restricciones estén contempladas por la ley y sean indispensables:
(a) Para proteger los derechos o la reputación de otras personas;
(b) Para salvaguardar la seguridad nacional, el orden público, así como la salud o la moral públicas.
El Consejo de Derechos Humanos ha declarado que "los mismos derechos que las personas disfrutan fuera de línea deben garantizarse también en el entorno digital", destacando especialmente la libertad de expresión. Existe un consenso general sobre la necesidad de equilibrar esta libertad de información con otros derechos. Esto plantea la pregunta de si las expectativas de las personas sobre los derechos humanos cambian cuando se trasladan al ciberespacio. 

## Privacidad pública
La privacidad pública incluye tanto la libertad de información y expresión en Internet como la protección de la seguridad y privacidad en el ámbito digital.  Dentro del ciberespacio, la privacidad implica emplear Internet como una herramienta para fines personales, sin el riesgo de que terceros accedan o utilicen los datos de los usuarios de forma no autorizada.
El derecho a la libertad, que incluye la libertad de expresión, está reconocido en diversos tratados internacionales. Este derecho abarca la posibilidad de recibir y compartir información e ideas, así como de sostener opiniones sin injerencias estatales. Además, protege la expresión a través de cualquier medio, incluyendo plataformas de Internet y redes sociales.  La libertad también implica el derecho a manifestar opiniones políticas, particularmente en asuntos de interés público.
En la mayoría de los países democráticos, se fomenta el acceso a Internet para impulsar la economía y mejorar la comunicación, lo que proporciona cierta protección a la expresión política en el entorno digital. Además, algunos gobiernos implementan medidas para salvaguardar los datos personales de los ciudadanos en línea. Sin embargo, los acuerdos entre gobiernos pueden derivar en el mal uso o abuso de datos privados, lo que podría comprometer otras libertades fundamentales y derechos humanos esenciales.  El desafío radica en que los gobiernos logren equilibrar los intereses individuales con las normativas que afectan la privacidad y los derechos de libertad de todos.

## Gobernanza en el ciberespacio
La politóloga alemana Anja Mihr señala que el ciberespacio reúne a más personas que cualquier país del mundo, pero carece de un gobierno, órganos legislativos, fuerzas de seguridad o una constitución. Esta falta de estructura genera desafíos para garantizar y proteger los derechos de los usuarios. Las organizaciones internacionales, como la ONU, la Organización de Estados Americanos, la Unión Africana o la Unión Europea, intentan establecer normas globales para el uso de Internet y el ciberespacio que los gobiernos nacionales deberían implementar, aunque suelen fracasar en este objetivo. Esto se debe a que el alcance del poder estatal y sus mecanismos de control no trascienden las fronteras nacionales.
Dado que el ciberespacio no tiene fronteras, aún no se han definido claramente las formas y los métodos para su gobernanza. Esto crea problemas, ya que quienes desean cometer delitos pueden fácilmente cruzar fronteras mediante la web, debido a la falta de claridad sobre la jurisdicción.  Si en algún momento se estableciera un sistema de gobernanza, lo más probable es que involucre a diversos actores, tanto nacionales como internacionales, públicos y privados, como representantes de empresas, redes sociales, organizaciones no gubernamentales y ciudadanos.

## Responsabilidad de los proveedores de servicios de Internet
Surge la pregunta cuando se vulneran los derechos humanos fundamentales de una persona: ¿debería la responsabilidad recaer únicamente en quien ha cometido la violación, o también debería involucrar al proveedor de servicios de Internet (ISP)? Este es un tema particularmente importante al intentar equilibrar la libertad de expresión con la difamación.  La rapidez creciente y la audiencia ilimitada de Internet suponen un mayor riesgo para las personas y su reputación. 
Es posible que los proveedores de servicios de Internet (ISP) no cuenten con los recursos necesarios para supervisar el contenido que se publica en sus plataformas y que no sean conscientes de la presencia de material difamatorio en sus sitios. Esto se demostró en el caso Cubby, Inc. v. CompuServe Inc., en el que se determinó que el ISP actuaba simplemente como un distribuidor y, por lo tanto, no podía ser considerado responsable por el contenido de su boletín. No obstante, en el caso Stratton Oakmont, Inc. v. Prodigy Services Co., la Corte Suprema de Nueva York dictaminó que Prodigy actuaba como un editor con funciones editoriales, por lo que fue considerada responsable.
Estos casos destacan la incertidumbre en torno a la responsabilidad de los proveedores de servicios de Internet (ISP). Surge también la pregunta de si los ISP asumirán el rol de "guardianes morales" del ciberespacio. Si los ISP se vuelven demasiado estrictos y comienzan a rechazar ciertos sitios web, esto podría, a su vez, poner en riesgo los derechos a la libertad de expresión y opinión. Por otro lado, la falta de claridad sobre la responsabilidad de los ISP podría llevar a que permitan contenido sin considerar sus posibles efectos perjudiciales. 

## Ciberseguridad
Debido a la prevalencia de la piratería informática, virus y vulnerabilidades de día cero, la World Wide Web (WWW) se considera un espacio inseguro para almacenar información privada y confidencial. El ciberespacio ofrece a los individuos la posibilidad de ejercer sus derechos de libertad, pero no puede garantizar nuestra libertad. Actualmente, hay aproximadamente 2.500 millones de usuarios de Internet. Vivimos en un entorno donde todos dejamos un extenso rastro de datos, lo que hace que la seguridad en línea sea una prioridad fundamental.
En la actualidad, más personas que nunca comparten una comprensión común sobre la privacidad y la libertad de expresión, lo que les permite coincidir en la forma de proteger y asegurar sus datos privados. Según el Índice de Libertad en la Red, publicado en 2013, la mayoría de los países del mundo restringen la libertad en Internet, aunque en diferentes grados. Los países emplean diversas formas de censura, como el uso de la policía de Internet. Existen múltiples métodos para filtrar y limitar el ejercicio de los derechos de libertad.
La Unión Europea ha invertido en varios proyectos de filtrado, como NETprotect I y II, ICRAsafe, y el programa PRINCIP. Se ha sostenido que la autocensura impuesta por los propios usuarios de Internet constituye probablemente la mayor amenaza para la libertad en la web. La vigilancia masiva y el temor de que las comunicaciones privadas sean expuestas al público conducen a esta autocensura. Esto hace que las personas dejen de usar motores de búsqueda y redes sociales para compartir sus creencias, ideas u opiniones, ya que ciertas palabras clave podrían generar preocupaciones en las agencias de seguridad nacional, convirtiendo a Internet en una herramienta política de manipulación.

## Comportamientos discriminatorios

### Acoso cibernético
Las conductas discriminatorias que se dan "offline" también se manifiestan "online". Un ejemplo de ello es el "ciberacoso", que afecta al menos a uno de cada cinco estudiantes en Australia.
El ciberacoso puede infringir diversos derechos humanos, entre ellos:
i) El derecho a disfrutar del mejor nivel posible de salud física y mental. 
ii) El derecho al empleo y a condiciones laborales equitativas. 
iii) El derecho a expresar libremente sus ideas y a no ser objeto de hostigamiento debido a sus opiniones. 
iv) El derecho de los niños y jóvenes al ocio y al juego. 

### Ciberracismo
El racismo en línea puede surgir cuando individuos publican comentarios racistas o se unen a grupos creados con fines explícitamente racistas. Un ejemplo ampliamente divulgado de esto fue una página de Facebook de memes aborígenes, que consistía en diversas imágenes de pueblos indígenas acompañadas de subtítulos racistas. Se reportó que Facebook etiquetó la página como "humor polémico".

### Discurso de odio
El artículo 20 del Pacto Internacional de Derechos Civiles y Políticos dispone que "toda apología del odio nacional, racial o religioso que incite a la discriminación, la hostilidad o la violencia será prohibida por la ley".  El discurso de odio tiene como objetivo incitar actos de violencia o prejuicio contra un grupo de personas debido a su etnia, raza, nacionalidad u orientación sexual. El ciberespacio también ha sido utilizado de esta forma como un medio de destrucción.
El riesgo para los derechos humanos se vuelve claro cuando los terroristas se agrupan para conspirar y incitar a las personas a cometer actos de violencia en nombre de un bien común. "Al Qaeda" se trasladó al ciberespacio, "el territorio sin gobierno por excelencia", donde crearon centros para promover el entrenamiento ideológico y militar, así como la propaganda activa.  Se ha convertido en un tema crucial el monitoreo de estas situaciones para prepararnos ante las futuras generaciones de ciberterroristas.

## El futuro de los derechos humanos en la era digital
El futuro de los derechos humanos en el ciberespacio dependerá del desarrollo de la legislación y de cómo los organismos reguladores nacionales e internacionales interpreten esas leyes.Jon Bing señala que, una vez que las normas y regulaciones se automatizan, resulta muy complicado someterlas a revisión judicial. Bing sostiene que nos enfrentamos a una situación en la que "la tecnología [está] aplicando la ley".
Roger Brownsword examinó algunas de las cuestiones relacionadas con los avances en biotecnología y derechos humanos, así como las que surgen de las tecnologías digitales, y propuso tres enfoques éticos sobre estos temas: una perspectiva pragmática utilitarista, una defensa de los derechos humanos y una "alianza digna". De estas tres posturas, Brownsword señala que las dos primeras son las más comunes en el Reino Unido, indicando que se están desarrollando tecnologías que tratan a los seres humanos como si carecieran de autonomía y capacidad para tomar decisiones por sí mismos.
Recientemente se han llevado a cabo debates oficiales sobre el futuro del ciberespacio. En abril de 2008, se celebró en Nueva York la Conferencia de Derecho Virtual, en la que participaron empresas como Microsoft, Sony y Walt Disney Company. La agenda incluyó discusiones sobre la aplicación de la propiedad intelectual, problemas legales relacionados con las monedas virtuales, cuestiones jurídicas sobre la propiedad virtual, preocupaciones éticas para abogados y ejecutivos en mundos virtuales, así como estrategias para litigar demandas en entornos virtuales.
La Audiencia del Congreso de Estados Unidos sobre Mundos Virtuales se celebró con el objetivo de educar y explorar diferentes perspectivas sobre los mundos virtuales.  La agenda abarcó un análisis de preocupaciones como la protección del consumidor, la propiedad intelectual y la protección infantil, entre otras. Esta audiencia fue una de las primeras investigaciones legislativas sobre los mundos virtuales. Aún queda por ver si alguna de estas sesiones tendrá un impacto duradero en el área, que sigue evolucionando a la par de los avances tecnológicos.
El 22 de mayo de 2020, durante un debate sobre ciberseguridad, el Consejo de Seguridad de la ONU subrayó la importancia de considerar los ciberataques como una cuestión de derechos humanos. El plan de acción destacó que prácticas como los cortes de Internet por parte de gobiernos y el hackeo de los dispositivos de los disidentes pueden dar lugar a graves violaciones de los derechos humanos. Esta posición fue respaldada por al menos una docena de países, entre ellos Estonia, Bélgica, los Países Bajos, Ecuador, Japón, Suiza y otros. 